# Вербка (Каменец-Подольский район)
Вербка (укр. Вербка) — село в Каменец-Подольском районе Хмельницкой области Украины.
Село расположено близ реки Мукша, которая здесь течёт в глубоком овраге между горами, покрытыми лесом. Возле села находится ботанический заказник Товтра Вербецкая.
Население по переписи 2001 года составляло 1416 человек. Занимает площадь 1,248 км².

## Местный совет
32325, Хмельницкая обл., Каменец-Подольский р-н, с. Гуменцы